# 岩阪恵子
岩阪 恵子（いわさか けいこ、1946年6月17日 - ）は、日本の小説家。奈良県生まれ。夫は詩人・作家の清岡卓行。

## 略歴
奈良県宇智郡（現・五條市）に生まれる。その後転居し、1歳から23歳までを大阪府大阪市旭区で過ごす。寝屋川市の聖母女学院小学校、聖母女学院中学校・高等学校を経て、関西学院大学文学部史学科を卒業。19歳から詩作を始める。24歳で、師事していた24歳年上の清岡卓行と結婚し、東京に転居。この年から小説を書き始めた。画家小出楢重の評伝執筆が契機となって、故郷大阪の土地とことばを生かした短編集『淀川にちかい町から』を上梓し高い評価を受けた。

## 受賞
- 1986年『ミモザの林を』で第8回野間文芸新人賞
- 1992年『画家小出楢重の肖像』で第20回平林たい子文学賞
- 1994年『淀川にちかい町から』で第44回芸術選奨文部大臣賞および第4回紫式部文学賞[2]
- 2000年「雨のち雨？」で第26回川端康成文学賞
- 2019年『鳩の時間』で第57回歴程賞

## 著作
- 『ジョヴァンニ』1968年 文童社（詩集）
- 『蝉の声がして』1981年 講談社
- 『ミモザの林を』1986年 講談社
- 『画家小出楢重の肖像』1992年 新潮社。講談社文芸文庫、2010年
- 『淀川にちかい町から』1994年 講談社。講談社文芸文庫、1996年
- 『木山さん、捷平さん』1996年 新潮社。講談社文芸文庫、2012年
- 『雨のち雨？』2000年 新潮社
- 『台所の詩人たち』2001年 岩波書店
- 『掘るひと』2006年 講談社
- 『緑蔭だより』2012年 自費出版[3]
- 『わたしの木下杢太郎』2015年 講談社
- 散文詩集『その路地をぬけて』2016年 思潮社
- 個人誌「山鳩」創刊 2017年 山鳩舎
- 『鳩の時間』 2019年 思潮社 ISBN 978-4783736660

## 編著
- 『清岡卓行論集成』勉誠出版、2008年。（宇佐美斉共編、2冊組）、知人友人ら100余名の作家作品論集
- 『木下杢太郎随筆集』講談社文芸文庫、2016年